# Coppa LEN 2014-2015 (pallanuoto femminile)
La Coppa LEN 2014-2015 (Women LEN Trophy 2014-2015) è stata la XVI edizione del secondo trofeo europeo femminile di pallanuoto riservato a squadre di club.
Come nella passata edizione, si è deciso di far partire la manifestazione direttamente dalla Final Four, ammettendo le squadre eliminate nei quarti di finale della LEN Euro League Women 2014-2015, per un totale di sole quattro squadre partecipanti.

## Final Four
La Final Four si è disputata ad Imperia tra venerdì 10 e sabato 11 aprile 2015. Il sorteggio degli accoppiamenti di semifinale si è tenuta il 17 marzo, invece la scelta della sede si è tenuta il 25 marzo.

### Semifinali
| Arbitri: | Dreval De Jong |

|                                                |           |                                                       |
| 3: Barzon 2: Queirolo, Bosello 1: Millo, Dario | Marcatori | 3: Roumpesi 2: Tsoukala, Chydirioti 1: Diamantopoulou |

| Arbitri: | Galindo Mercier |

|                                                           |           |                                                       |
| 5: Miskolczi 2: Pengo 1: van der Sloot, Bujka, Kövér-Kiss | Marcatori | 4: Emmolo 2: Pomeri, Motta 1: Ralat, Casanova, Drocco |

### Finale 3º posto
| Arbitri: | Galindo De Jong |

|                                                                             |           |                                                          |
| 2: Tsoukala, Xenaki, Kontogianni 1: Mamoglou, Protopapa, Roumpesi, Melidoni | Marcatori | 4: Kövér-Kiss 1: Hevesi, van der Sloot, Miskolczi, Gémes |

### Finale
| Arbitri: | Dreval Mercier |

|                       |           |                                                             |
| 4: Queirolo 3: Barzon | Marcatori | 3: Motta 2: Pomeri 1: Stieber, Casanova, Emmolo, Bencardino |

## Classifica marcatrici
Aggiornata all'11 aprile 2015
| Gol |  |  | Giocatore                    | Squadra           |
| --- |  |  | ---------------------------- | ----------------- |
| 6   |  |  | Ibolya Kitti Miskolczi       | Szentes           |
| 6   |  |  | Elisa Queirolo               | Plebiscito Padova |
| 6   |  |  | Laura Barzon                 | Plebiscito Padova |
| 5   |  |  | Réka Kövér-Kiss              | Szentes           |
| 5   |  |  | Silvia Motta                 | Imperia           |
| 5   |  |  | Giulia Emmolo                | Imperia           |
| 4   |  |  | Christina Chrysoula Tsoukala | Vouliagmeni       |
| 4   |  |  | Antigoni Roumpesi            | Vouliagmeni       |
| 4   |  |  | Francesca Pomeri             | Imperia           |
| 2   |  |  | Annalisa Bosello             | Plebiscito Padova |
| 2   |  |  | Ioanna Chydirioti            | Vouliagmeni       |
| 2   |  |  | Nikoletta Eva Pengo          | Szentes           |
| 2   |  |  | Eleni Xenaki                 | Vouliagmeni       |
| 2   |  |  | Stamatina Kontogianni        | Vouliagmeni       |
| 2   |  |  | Catharina van der Sloot      | Szentes           |
| 2   |  |  | Elisa Casanova               | Imperia           |
| 1   |  |  | Alessia Millo                | Plebiscito Padova |
| 1   |  |  | Sara Dario                   | Plebiscito Padova |
| 1   |  |  | Vasiliki Diamantopoulou      | Vouliagmeni       |
| 1   |  |  | Barbara Bujka                | Szentes           |
| 1   |  |  | Anaid Ralat                  | Imperia           |
| 1   |  |  | Laura Drocco                 | Imperia           |
| 1   |  |  | Anna Mamoglou                | Vouliagmeni       |
| 1   |  |  | Elisavet Protopapa           | Vouliagmeni       |
| 1   |  |  | Antiopī Melidōnī             | Vouliagmeni       |
| 1   |  |  | Anita Hevesi                 | Szentes           |
| 1   |  |  | Anett Alexa Gemes            | Szentes           |
| 1   |  |  | Mercedes Stieber             | Imperia           |
| 1   |  |  | Martina Bencardino           | Imperia           |